# Lucerna
A lucerna (Medicago) a hüvelyesek (Fabales) rendjének pillangósvirágúak (Fabaceae) családjába tartozó nemzetség 83 fajjal. A legismertebb ezek közül a takarmánylucerna vagy alfalfa (M. sativa). Legtöbbjük évelő lágyszárú, az M. arborea cserje.

## Elterjedés
A lucernák fő elterjedési területe a Földközi-tenger környéke, de takarmánynövényként való hasznosításukból eredően mindenhol elterjedtek.

## Jellemzők
A hüvelytermés ívesen hajlott, vagy csigavonalban felcsavarodott, gyakran tüskés. A virágzat fürt, vagy fejecske. A levelek hármasan összetettek, a levélkék széle (legalább a váll közelében) fogacskás.
Levelei nyolcféle alapvető enzimet tartalmaznak. Minden 100 gramm lucerna 8000 NE A-vitamint, 20 000-40 000 NE K-vitamint tartalmaz, ami csökkenti a vérzést, és elősegíti a véralvadást. Tartalmaz továbbá B6-, D- és E-vitamint, gazdag kalciumban, magnéziumban, káliumban, béta-karotinban, foszforban.
Hashajtó és vízhajtó hatása van. Használható vesefertőzések kezelésére.

### Speciális beporzási mechanizmus
A lucernák beporzása némileg speciális. A beporzás előtt a porzók feszült helyzetben vannak, felfelé igyekeznek csapódni. Amikor egy rovar az alsó szirmokat (csónak és evezők) megérinti, a porzók a rovar hasára csapódnak. Mivel a porzó többé nem kerül vissza az eredeti pozíciójába, a beporzás csak egyszer történhet meg. Az egyéves fajoknál ez a mechanizmus visszafejlődött, ezek önbeporzóak.